# Lac Lukulu
Lac Lukulu är en sjö i Kongo-Kinshasa, en av lacs Mokoto. Den ligger i provinsen Norra Kivu, i den östra delen av landet, 1 600 km öster om huvudstaden Kinshasa. Arean är 2,1 kvadratkilometer. Den sträcker sig 1,7 kilometer i nord-sydlig riktning, och 2,1 kilometer i öst-västlig riktning.